# Кёлер, Альбан
Альбан Кёлер (нем. Alban Köhler; 1 марта 1874[…], Крибитч, Тюрингия — 26 февраля 1947[…], Нидерзельтерс, Германия) — немецкий врач, один из пионеров рентгенологии; доктор медицины, автор ряда фундаментальных трудов в области радиологии и радиотерапии; соучредитель и председатель Немецкого общества рентгенологов; лауреат премии Гёте за искусство и науку (1944).

## Биография
Альбан Кёлер родился 1 марта 1874 года в селе Крибитч в немецкой земле Тюрингия (в «Большой российской энциклопедии» местом рождения обозначается «Петса, близ г. Розиц, Тюрингия») в семье местного фермера. После окончания средней школы в Альтенбурге он учился на медицинском факультете Берлинского университета, затем Университета Эрлангена и, наконец, Фрайбургского университета, где в 1893 году стал членом студенческого братства «Франкония», а в 1897 году защитил докторскую диссертацию.
После Фрайбурга доктор Кёлер работал ассистентом у патологоанатома Кристиана Георга Шморля, а затем у хирурга Фридриха Вильгельма Крамера в Висбадене. После смерти последнего в 1903 году А. Кёлер полностью переключился на исследования в области радиологии и радиотерапии, которые проводил в созданной им в Висбадене годом ранее рентгенологической лаборатории вплоть до самой смерти.

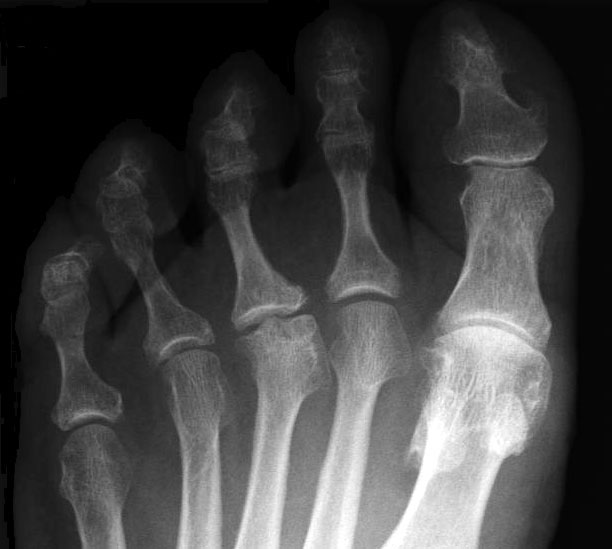
Болезнь Фрейберга–Кёлера

В 1905 году Альбан Кёлер разработал метод телерентгенографии сердца и в том же году стал одним из соучредителей Немецкого рентгеновского общества, а в 1912 году Кёллер стал председателем этой организации.
В 1907 году доктор Кёллер первым начал на регулярной основе проводить рентгенологические наблюдения при заболеваниях внутренних органов и кроме того осуществил стереорентгенографию лёгких и рентгенокинематографию органов дыхания.
В 1908 году учёный подробно изучил и описал хроническое дистрофическое заболевание ладьевидной кости стопы, приводящее к её асептическому некрозу, которое с того времени стали называть его именем болезнь Келлера I.
В 1910 году он издал руководство по медицинской рентгенологии ставшее классическим пособием.
В 1920 году Альбан Кёлер описал остеохондропатию головок плюсневых костей, которая получила название болезнь Келлера II или болезнь Фрейберга–Кёлера (поскольку заметный вклад в её изучение внёс также немецкий врач Альберт Генри Фрейберг).
В 1944 году заслуги учёного были отмечены медалью Гёте за искусство и науку.
Альбан Кёлер умер 26 февраля 1947 года в Нидерзельтерсе (Зельтерс).